# Robert Frank (Schauspieler)

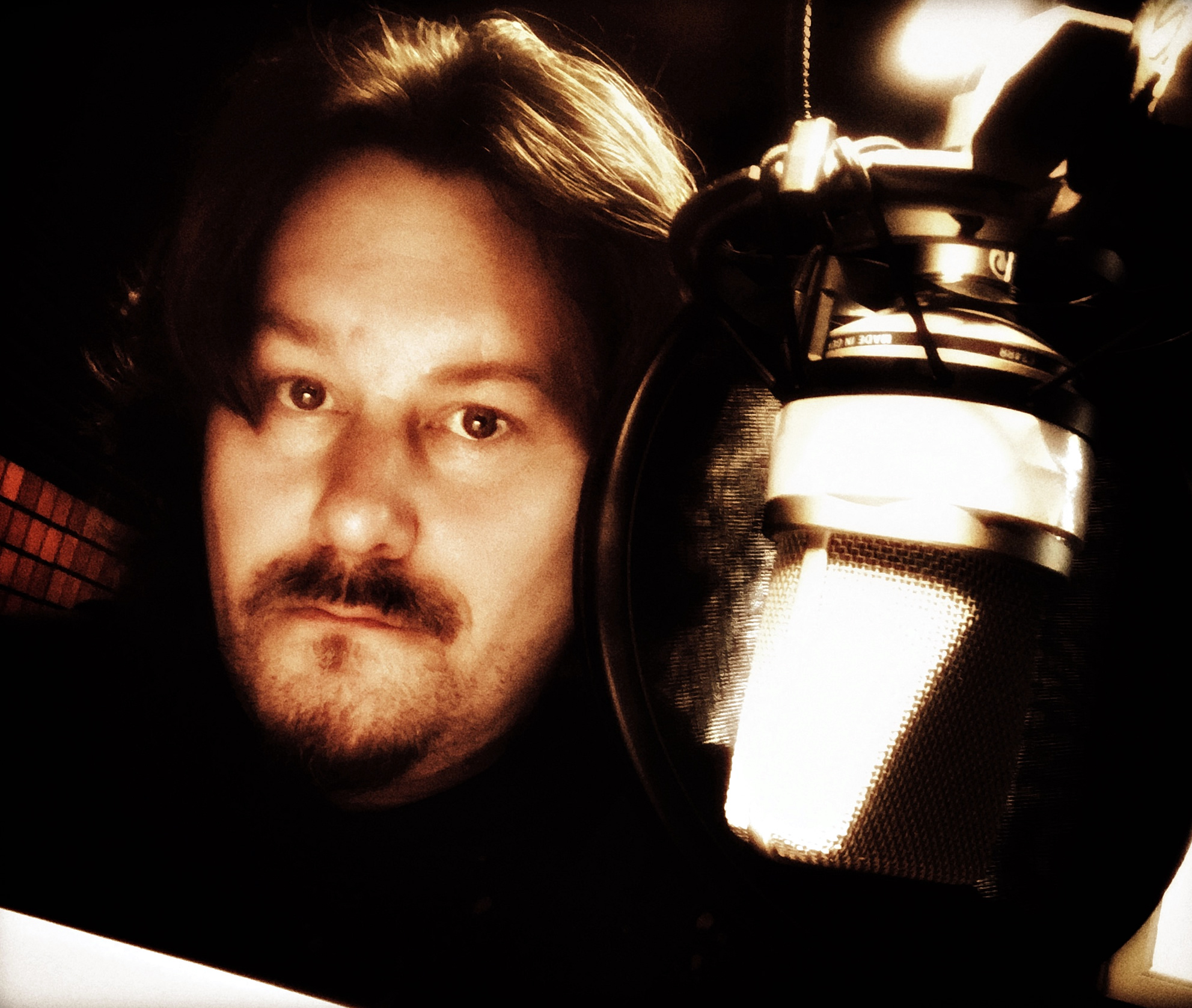
Robert Frank beim Einlesen eines Hörbuchs im Studio (2018)

Robert Frank (* 16. Mai 1973 in München) ist ein deutscher Schauspieler, Theaterregisseur sowie Sprecher für Hörbücher, Hörspiele, Synchronrollen, TV- und Radio Werbespots sowie Computerspiele.

## Biographie
Geboren in München, wuchs Robert Frank in Altötting (Oberbayern) auf und besuchte dort nach der Grundschule das neusprachliche Maria-Ward-Gymnasium. Er hat drei Geschwister aus der Ehe seiner Eltern sowie zwei Halbbrüder aus der zweiten Ehe seines Vaters. Seine Mutter ist gebürtige Spanierin, sein Vater gebürtiger Deutscher. Auf Grund dessen spricht er neben Deutsch auch muttersprachlich Spanisch. Von 1994 bis 1996 leistete er seinen Zivildienst beim Bayerischen Blinden- und Sehbehindertenbund e.V. in Regensburg ab. 1996–1999 absolvierte er seine Schauspielausbildung an der Neuen Münchner Schauspielschule. Es folgten Theater-Engagements an Theatern in ganz Deutschland wie dem Westfälischen Landestheater, dem Theater Hagen, dem JES (Junges Ensemble Stuttgart), der Comödie Bochum, der Tribüne Berlin, dem Theaterforum Kreuzberg, dem Theater der Altmark, dem Theater Chemnitz, der Komödie Winterhuder Fährhaus Hamburg oder dem Theater am Kurfürstendamm in Berlin. Robert Frank lebt heute in Berlin.

## Hörbücher und Hörspiele
Seit 2013 ist Robert Frank als Hörbuch- und Hörspielsprecher für Studios und Verlage wie Lauscherlounge Records von Oliver Rohrbeck, dem Hörbuch Hamburg Verlag, Audible Studios, Studio Stil Berlin, Lübbe Audio, Argon Verlag und dem Ronin Hörverlag tätig. Bis Ende 2018 hat Robert Frank nahezu 150 Hörbücher eingelesen, darunter viele Bestseller.
Hierzu zählen unter anderem die Nevernight- Reihe von Jay Kristoff, die High-Fantasy-Reihen von Sam Feuerbach Die Krosann Saga in 6 Bänden und Der Totengräbersohn in 4 Bänden, Mira Valentins „Enyador“- Saga mit aktuell 4 Bänden, Larry Correias Monster Hunter International mit aktuell 6 in deutscher Sprache erschienenen Bänden, Friedrich Kalpensteins Herbert-Reihe mit 7 Bänden und Philip Reeves Mortal Engines Band 1 bis 4, von denen Band 1 im Dezember 2018 in den internationalen Kinos anlief (Mortal Engines: Krieg der Städte), sowie die Chroniken der Schattenjäger von Cassandra Clare und Der dunkle Garten von der irischen Bestseller-Autorin Tana French.
Auch diverse Sachbücher wie beispielsweise Unwiderstehlich von Adam Alter, Das Blackbox-Prinzip von Matthew Syed, Das Macht-Paradox von Dacher Keltner, Der Crash ist die Lösung und Kapitalfehler (beide Titel von Matthias Weik und Marc Friedrich) und viele weitere wurden von ihm eingelesen.
In Hörspiel-Produktionen ist er zudem vermehrt vertreten, ebenso wie in Live-Hörspielen. Zuletzt, in dem von der Lauscherlounge aufgeführten, Jack the Ripper an der Seite von z. B. Oliver Rohrbeck (der Stimme von Justus Jonas bei Die drei ??? (Hörspiel)) und Detlef Bierstedt – Der deutschen Synchronstimme von unter anderem von George Clooney – auf Schloss Marienburg in der Region Hannover.
Seit 2009 ist er darüber hinaus im Bereich Features und Hörspiel-Radioproduktionen, unter anderem für Deutschlandradio, RBB und dem WDR, zu hören. Hier beispielsweise in den Produktionen Ick bin nu ma Friseuse unter Regie von Judith Lorentz, Kreuzeder 1 bis 3 unter Regie von Stefan Dutt oder Der Stellvertreter unter Regie von Marianne Wendt und viele mehr.

## TV-/Filmrollen und Theaterinszenierungen
Als Schauspieler ist er zudem in diversen Film- und TV-Rollen zu sehen. Seine erste TV-Rolle spielte er in Heimat 3 von Edgar Reitz. Robert Frank ist nach wie vor auch am Theater als Schauspieler und Regisseur tätig. Zu seinen Inszenierungen zählen u. a. Rapunzel am Westfälischen Landestheater, Indien, Seitenwechsel oder Klamms Krieg am Theater Hagen, oder Das weiße Rössl am Theater Adlershof in Berlin.

## Werke

### Sprecher Hörbücher (Auszug)
Jay Kristoff – Nevernight 
- 2017: - Die Prüfung – Argon Verlag, 22 h 37 m
- 2018: - Das Spiel – Argon Verlag, 22 h 51 m

 Sam Feuerbach – Die Krosann Saga 
- 2015: - Die Auftragsmörderin – Audible Studios, 9 h 55 m
- 2016: - Der Schwertmeister – Audible Studios, 9 h 25 m
- 2016: - Die Sanduhr – Audible Studios, 9 h 52 m
- 2016: - Die Myrnengöttin – Audible Studios, 10 h 42 m
- 2016: - Der Seelenspeer – Audible Studios, 11 h 34 m
- 2016: - Der Verräter – Audible Studios, 11 h 52 m

 Sam Feuerbach – Der Totengräbersohn 
- 2017: - Buch 1 – Audible Studios, 11 h 06 m
- 2017: - Buch 2 – Audible Studios, 11 h 01 m
- 2018: - Buch 3 – Audible Studios, 11 h 26 m
- 2018: - Buch 4 – Audible Studios, 9 h 44 m

 Sam Feuerbach – Die Vergangenheit ist noch nicht geschehen 
- 2019: - Buch 1 – Ronin-Hörverlag, , 10 h. 50 m.

 Larry Correia – Monster Hunter International 
- 2014: - Die Monster, die ich rief – Audible Studios, 22 h 09 m
- 2016: - Der Club der toten Monster – Audible Studios, 21 h 52 m
- 2016: - Ein Monster kommt selten alleine – Audible Studios, 19 h 42 m
- 2016: - Monster sehen und sterben – Audible Studios, 17 h 51 m
- 2017: - Ein Monster sieht rot – Audible Studios, 17 h 12 m
- 2019: - Monsterzähmen leicht gemacht – Audible Studios, 16 h 24 m
- 2022: - Wächter – Audible Studios, 13 h 41 m

 Friedrich Kalpenstein – Herbert 
- 2015: - Ich bin Single, Kalimera – Audible Studios, 5 h 43 m
- 2015: - Wie Champagner – Audible Studios, 6 h 42 m
- 2015: - Männerferien – Audible Studios, 7 h 19 m
- 2017: - Alpengriller – Audible Studios, 8 h 40 m
- 2018: - Gipfelträumer – Audible Studios, 8 h 40 m
- 2018: - Profipfuscher – Audible Studios, 10 h 51 m

 Philip Reeve – Mortal Engines 
- 2018: - Krieg der Städte – Argon Verlag, 8 h 31 m
- 2018: - Jagd durchs Eis – Argon Verlag, 9 h 02 m
- 2019: - Der Grüne Sturm – Argon Verlag, 9 h 57 m
- 2019: - Die verlorene Stadt – Argon Verlag

 Cassandra Clare – Chroniken der Schattenjäger 
- 2018: - Clockwork Angel – Audible Studios, 17 h 52 m
- 2018: - Clockwork Prince – Audible Studios, 18 h 31 m
- 2018: - Clockwork Princess – Audible Studios, 20 h 01 m

 Mira Valentin 
- 2018: - Die Legenden von Enyador – Audible Studios, 9 h 52 m
- 2019: - Die Wächter von Enyador – Audible Studios, 10 h 08 m
- 2019: - Die Flammen von Enyador – Audible Studios, 10 h 10 m
- 2019: - Das Vermächtnis von Enyador – Audible Studios, 13 h 34 m

 Tana French 
- 2018: - Der dunkle Garten – Argon Verlag, 21 h 32 m

### Sprecher Hörspiele (Auszug)
- - Macbeth – Andreas Eschbach, Audible Studios, 7 h 40 m
- - Glashaus – Staffel 1 und 2 – Christian Gailus, Audible Studios, 11 h 29 m und 9 h 28m
- - Das Starling-Projekt – Jeffery Deaver, Audible Studios, 5 h 08 m
- - Das Jesus Video 1-4 – Andreas Eschbach, Lübbe Audio, 3 h 45 m
- - Jonah 1-3 – Rebecca Gablé, Audible Studios, 9 h 52 m
- - John 1-3 – Rebecca Gablé, Audible Studios, 9 h 52 m
- - Robin 1-3 – Rebecca Gablé, Audible Studios, 9 h 52 m
- - Locke und Key – Joe Hill, Audible Studios, 15 h 00 m
- - Roch – Christian Gailus, Audible Studios, 2 h 49 m
- - Der Seelenbrecher – Sebastian Fitzek, Audible Studios, 5 h 34 m
- - Julia und Romeo – David Hewson, Audible Studios, 9 h 17 m

### Theater Schauspieler und Regisseur (Auszug)
- 2017–18: - Gretchen 89 ff. – Robert Frank in Eigenproduktion
- 2014: - Was ihr wollt (W. Shakespeare) – Kathrin Brune im Sonnentor-Theater Ekhof Festival Gotha
- 2013: - Krach im Hause Gott – Katja Proxauf im Theaterforum Kreuzberg
- 2012: - Turandot – Kathrin Brune im Sonnentor Theater – Ekhoffestival Gotha
- 2008–11: - Shoppen – Katja Wolffim Theater am Kurfürstendamm Berlin
- 2009–11: - Der zerbrochene Krug – Katja Nottke im Nottke’s Kiez Theater
- 2009–10: - Der Diener zweier Herren – Oleg Skivkoim Sommertheater am Alex Berlin
- 2007–08: - Kafka – Thorsten Kreilos im Theater mobile Spiele Pforzheim
- 2006–07: - Traummaschine – Helmut Palitsch in der Tribüne Berlin
- 2003–06: - Indien – W.Hahn & Robert Frank im Stadttheater Hagen
- 2001–03: - Mein Kampf – Jan Langenheim im Stadttheater Nordhausen
- 2001–03: - 3 Schwestern – Matthias Messmer im Stadttheater Nordhausen
- 2001–03: - Hamlet – Oliver Vorwerk im Stadttheater Nordhausen
- 2001–08: - Das Herz eines Boxers – Werner Hahn im Stadttheater Hagen

### TV / Film Schauspieler (Auszug)
- 2017: - DeGruMa – Matthias Bazyli, Pilot
- 2011: - Süßer Wolfi – Thomas Pauli, securitel/ZDF
- 2010: - Musik liegt in der Luft – Tim Bosse, Kurzfilm
- 2009: - Die Grenze – Roland Suso Richter, team Worx / SAT 1
- 2007: - Die Wölfe – Friedemann Fromm, Ziegler Film / ZDF
- 2007: - La Finta – Matthias Bazyli, Kurzfilm
- 2007: - Deadline – Thorsten Schmidt, Studio Hamburg Produktion / SAT 1
- 2006: - 5 Sterne – Matthias Kopp, ndF / ZDF
- 2006: - Kriminaldauerdienst – Lars Kraume, Hofmann & Voges / ZDF
- 2004: - Heimat 3 – Edgar Reitz, Edgar Reitz Filmproduktion / ARD

## Preise und Auszeichnungen
Im Oktober 2018 gewann Robert Frank als Hörbuchsprecher, gemeinsam mit Sam Feuerbach (Autor) und Audible Studios (Audible GmbH), den Deutschen Phantastik Preis (DPP) für das beste deutschsprachige Hörbuch 2018 – Der Totengräbersohn (Band 1).